# 和泊町

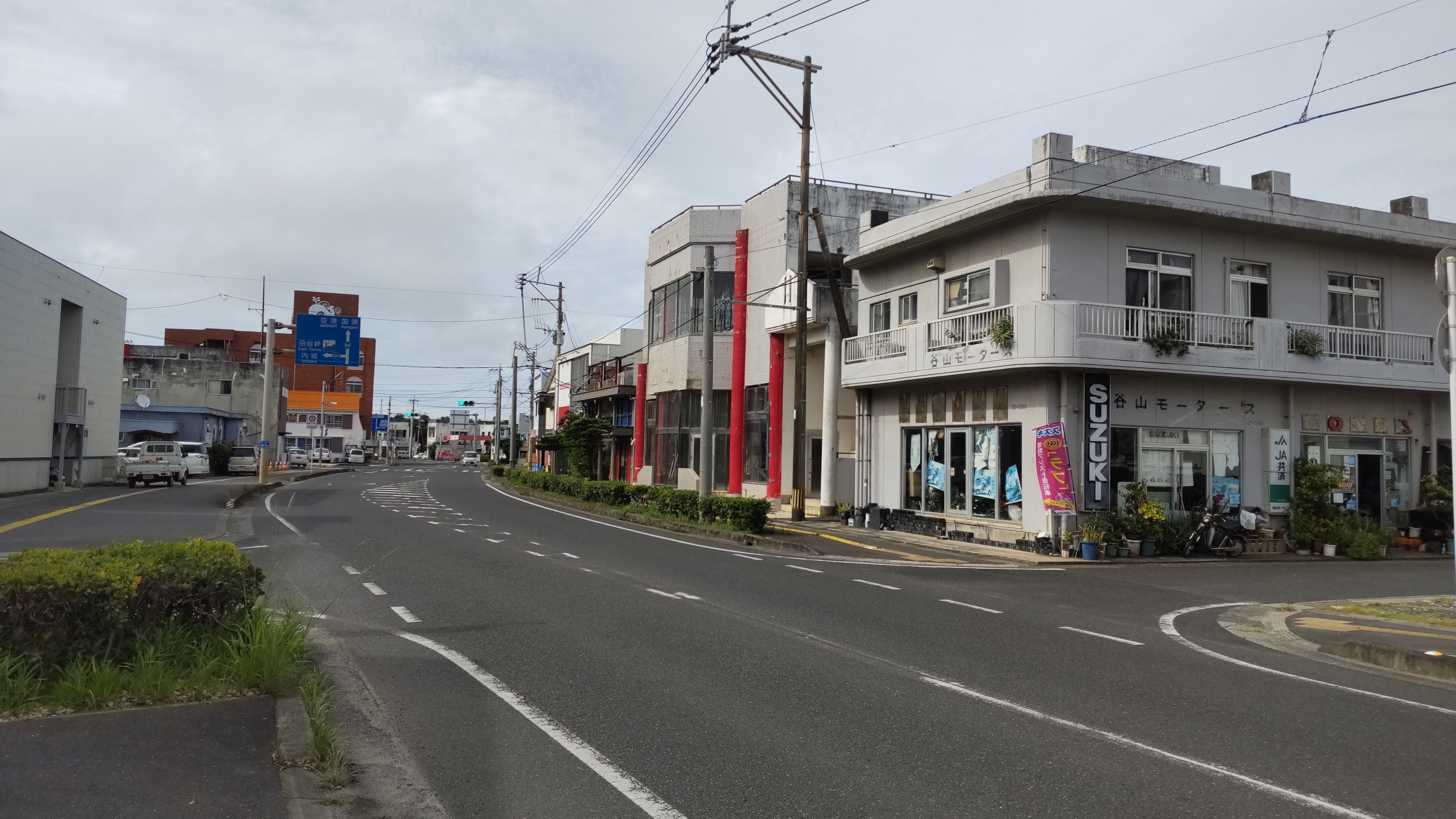
和泊町中心部

和泊町（わどまりちょう）は、鹿児島県の南部、沖永良部島東部（東半分）に位置する町。大島郡に属する。
気候風土など、沖永良部島全域にかかわる事柄については沖永良部島の記事を参照のこと。

## 地理
沖永良部島の東半分を町域とする。町一帯は平坦な隆起性サンゴ礁でできている。西半分は知名町となっている。
- 山: 越山（標高188.4メートル）
- 海：

### 隣接している自治体
- 知名町

### 地名
- 畦布
- 伊延(後から追加された大字。成立時期不明)
- 内城
- 大城
- 喜美留
- 国頭
- 後蘭
- 瀬名
- 谷山(1943年、田舎平から改称)
- 玉城
- 手々知名
- 出花
- 永嶺
- 仁志(後から追加された大字。1947年永嶺字から別れ成立)
- 西原
- 根折
- 古里
- 皆川
- 和
- 和泊

## 歴史

### 沿革
- 1908年（明治41年）4月1日 島嶼町村制の施行により、和泊村が発足する。
- 1941年（昭和16年）5月1日 町制施行。和泊町となる。
- 1946年（昭和21年）1月28日 アメリカ合衆国（琉球列島米国民政府）の支配下に入る。
- 1953年（昭和28年）12月25日 日本国に返還される。

## 行政
- 町長：伊地知実利

### 町の行政機関
- 和泊町役場

### 消防
- 沖永良部与論広域事務組合消防本部

### 県の行政機関
- 鹿児島県大島支庁沖永良部事務所
- 鹿児島県警察 沖永良部警察署

### 国の行政機関
- 鹿児島地方法務局沖永良部出張所

## 経済

### 産業
- 主な産業
- 産業人口

## 姉妹都市・提携都市

### 国内
- フラワー交流都市
  - 北海道中富良野町
  - 富山県砺波市
  - 静岡県下田市
  - 山形県長井市
  - 岐阜県大野町
  - 兵庫県宝塚市
  - 福岡県久留米市
  - 沖縄県今帰仁村

## 人口
| |                                        |  |
| 和泊町と全国の年齢別人口分布（2005年） | 和泊町の年齢・男女別人口分布（2005年） |  |
| ■紫色 ― 和泊町 ■緑色 ― 日本全国 | ■青色 ― 男性 ■赤色 ― 女性              |  |
| 和泊町（に相当する地域）の人口の推移 \| 1970年（昭和45年） \| 9,507人 \| \| \| 1975年（昭和50年） \| 8,615人 \| \| \| 1980年（昭和55年） \| 8,932人 \| \| \| 1985年（昭和60年） \| 8,653人 \| \| \| 1990年（平成2年） \| 8,188人 \| \| \| 1995年（平成7年） \| 7,869人 \| \| \| 2000年（平成12年） \| 7,736人 \| \| \| 2005年（平成17年） \| 7,436人 \| \| \| 2010年（平成22年） \| 7,114人 \| \| \| 2015年（平成27年） \| 6,783人 \| \| \| 2020年（令和2年） \| 6,246人 \| \| |                                        |  |
| 総務省統計局 国勢調査より |                                        |  |
| 1970年（昭和45年） | 9,507人                                |  |
| 1975年（昭和50年） | 8,615人                                |  |
| 1980年（昭和55年） | 8,932人                                |  |
| 1985年（昭和60年） | 8,653人                                |  |
| 1990年（平成2年） | 8,188人                                |  |
| 1995年（平成7年） | 7,869人                                |  |
| 2000年（平成12年） | 7,736人                                |  |
| 2005年（平成17年） | 7,436人                                |  |
| 2010年（平成22年） | 7,114人                                |  |
| 2015年（平成27年） | 6,783人                                |  |
| 2020年（令和2年） | 6,246人                                |  |

## 主な学校

### 中学校
- 和泊町立和泊中学校
- 和泊町立城ケ丘中学校

### 小学校
- 和泊町立和泊小学校
- 和泊町立大城小学校
- 和泊町立内城小学校
- 和泊町立国頭小学校

## 交通

### 空路

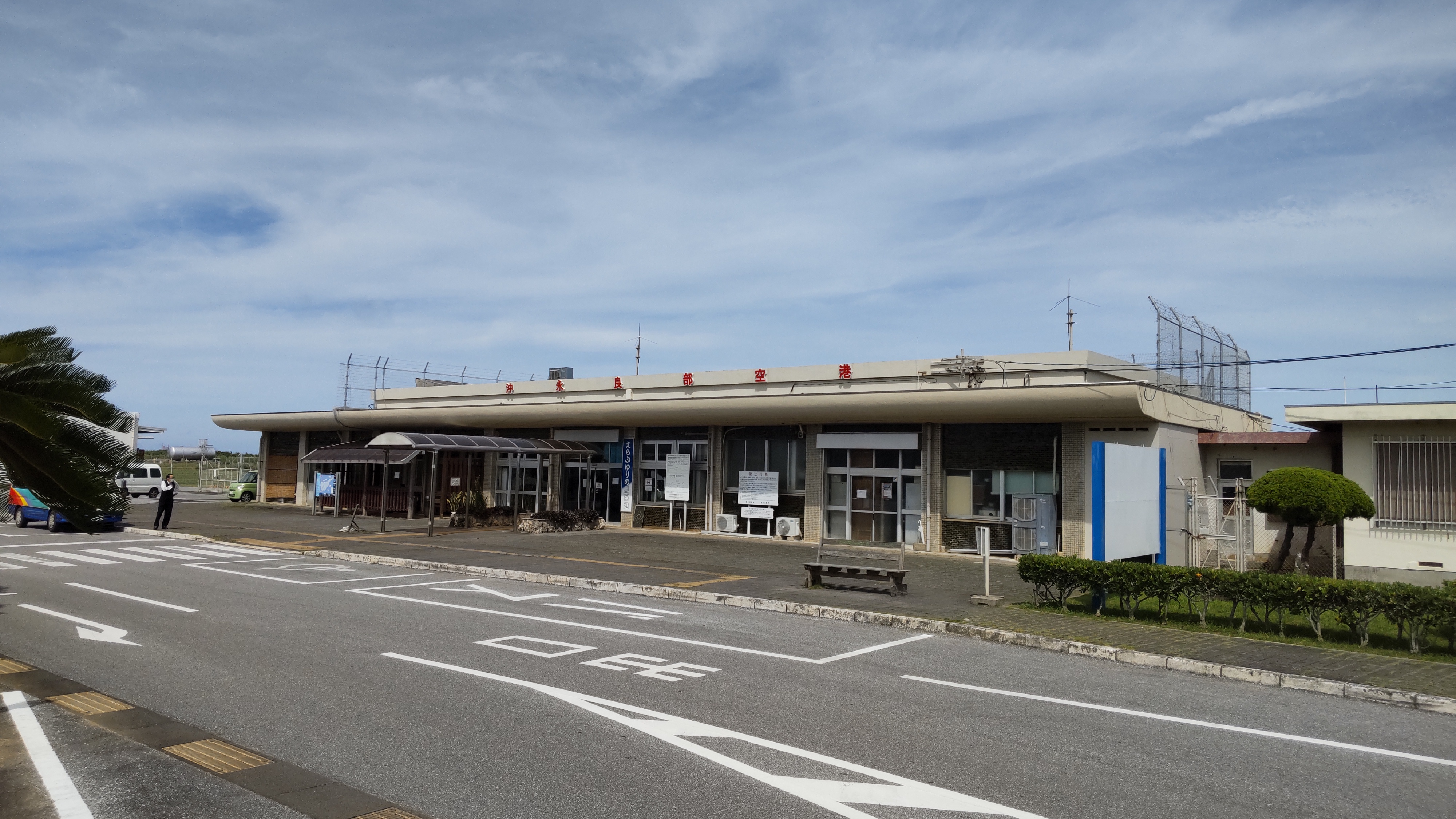
沖永良部空港
- 日本航空（JAL）[1]
  - 鹿児島空港
  - 徳之島空港[2]
  - 那覇空港

### 海路
和泊港
- マリックスライン・マルエーフェリー（2社で毎日運航）
  - 鹿児島港（新港） - 奄美大島（名瀬新港） - 徳之島（亀徳港） - 沖永良部島（和泊港） - 与論島（与論港） - 本部港 - 那覇港（那覇ふ頭）

かつて運航していた路線
- マルエーフェリー
  - 神戸港（六甲船客ターミナル） - 大阪港（南港） - 奄美大島（名瀬新港） - 徳之島（亀徳港） - 沖永良部島（和泊港） - 与論島（与論港） - 那覇港（新港ふ頭）
※奄美群島内の寄港地には寄港しないことがある。

伊延港
- 天候上の理由により、フェリーが和泊港に寄港できない場合、代替として利用される。

### バス
- 沖永良部バス企業団

### 道路
主要地方道
- 鹿児島県道84号知名沖永良部空港線

一般県道
- 鹿児島県道620号国頭知名線
- 鹿児島県道621号瀬名和泊線
- 鹿児島県道622号下平川内城線

## 名所・旧跡・観光スポット・祭事・催事
- フーチャ（潮吹き洞窟）
  - 隆起サンゴ礁の石灰岩が波の浸食を受けて生じた海食洞。波が高い時には、天井部の崩落した穴から海水のしぶきが10メートル以上も吹き上がる。昔は4個の洞窟があったが、吹き上がったしぶきが霧状に広がり広域に塩害をもたらしたため、現存する比較的規模の小さい洞窟1個を残して、昭和40年代に破壊された。
- 笠石海浜公園
  - 海水浴場、フラワー園（ゆり・ブーゲンビリア・ハイビスカス等）、キャンプ場、野外ステージ、バーベキュー施設が整備されている。展望シンボルタワー「ゆりの塔」からは、太平洋や公園全体を一望できる。
- ワンジョビーチ
  - 集落から離れた静かな海水浴場。海中にはサンゴが生息している。近くに源為朝（為朝は伊豆に流罪となったが、逃亡し、途中島々を転転とし、琉球へ逃れ、その子が初代琉球王舜天になったという説がある[注釈 1]）や平家の落人が居住したと伝えられる遺跡がある。
- 越山公園
  - 頂上にある展望台からは、国頭岬まで和泊町一帯と太平洋・東シナ海を眺めることができる。
- 南洲神社
  - 島津久光により流罪となり島に滞在（1862〜1864年）した西郷隆盛を慕って建立した神社。
- 和泊町歴史民俗資料館
  - 9:00～17:00、水曜日・祝日休館。
- 西郷南洲記念館
  - 9:00～17:00、月曜日休館[5]。

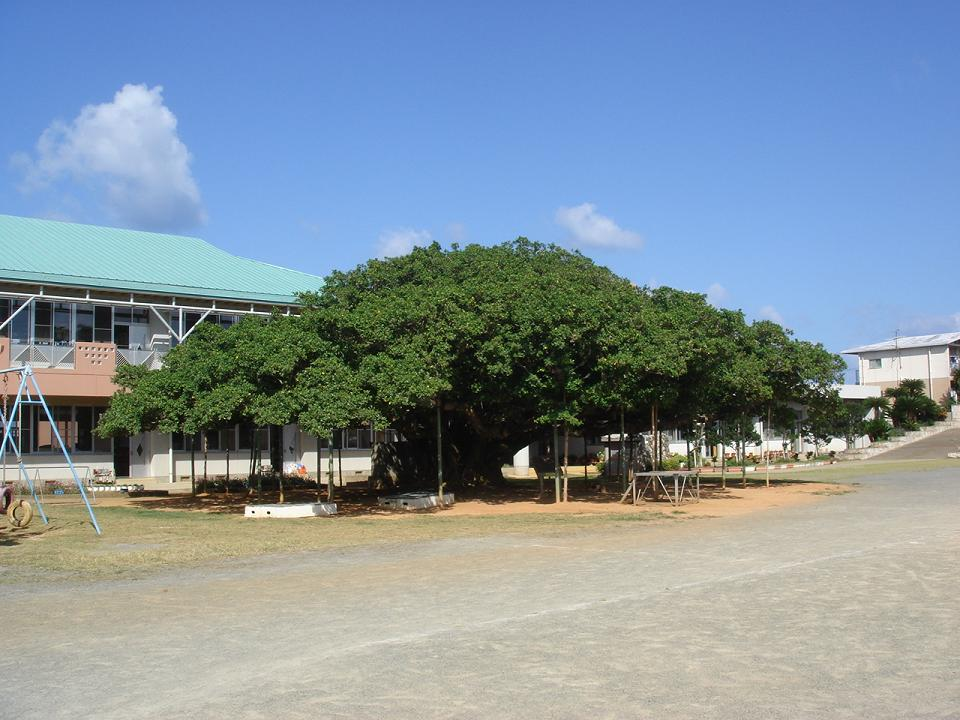
日本一のガジュマル
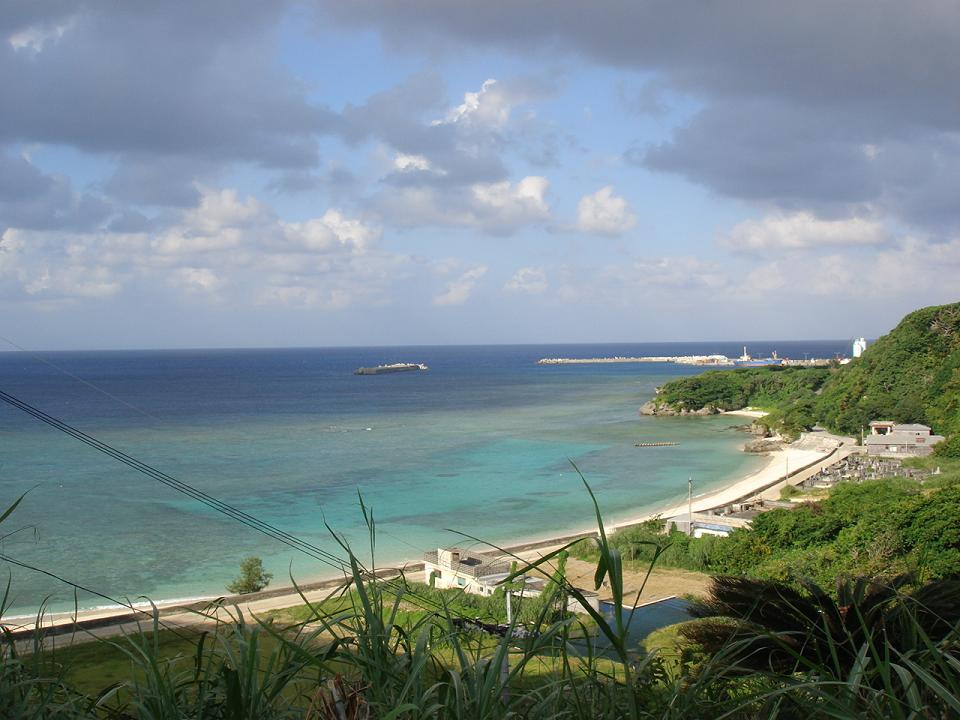
ワンジョビーチ
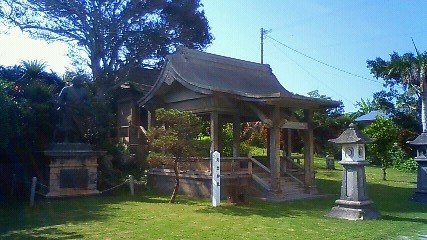
南洲神社

## 和泊町出身の有名人
- 大山百合香（歌手）
- 関根大学[6]
- 坂本元明（衆議院議員）